# Округ Скот (Илиноис)
Округ Скот (енгл. Scott County) је округ у америчкој савезној држави Илиноис.

## Демографија
По попису из 2010. године број становника је 5.355, што је 182 (-3,3%) становника мање 2000. године.
| Група             | 2000.         | 2010.         |
| Белци             | 5.497 (99,3%) | 5.246 (98,0%) |
| Афроамериканци    | 2 (0,0%)      | 9 (0,2%)      |
| Азијати           | 7 (0,1%)      | 12 (0,2%)     |
| Хиспаноамериканци | 10 (0,2%)     | 43 (0,8%)     |
| Укупно            | 5.537         | 5.355         |